# سان خوستو ديزفيرا
بلدية سانت جوست ديسبيرن (بالكاتالانية: Sant Just Desvern) هي إحدى بلديات مقاطعة برشلونة، والتي تقع في منطقة كاتالونيا، شرق إسبانيا.
يبلغ عدد سكانها 15.391 نسمة وفقاً لإحصائية سنة (2007).

## أعلام
- ماريانو باروسو
- لوكاس غافارو
- دانيال كاردونا